# Sancai

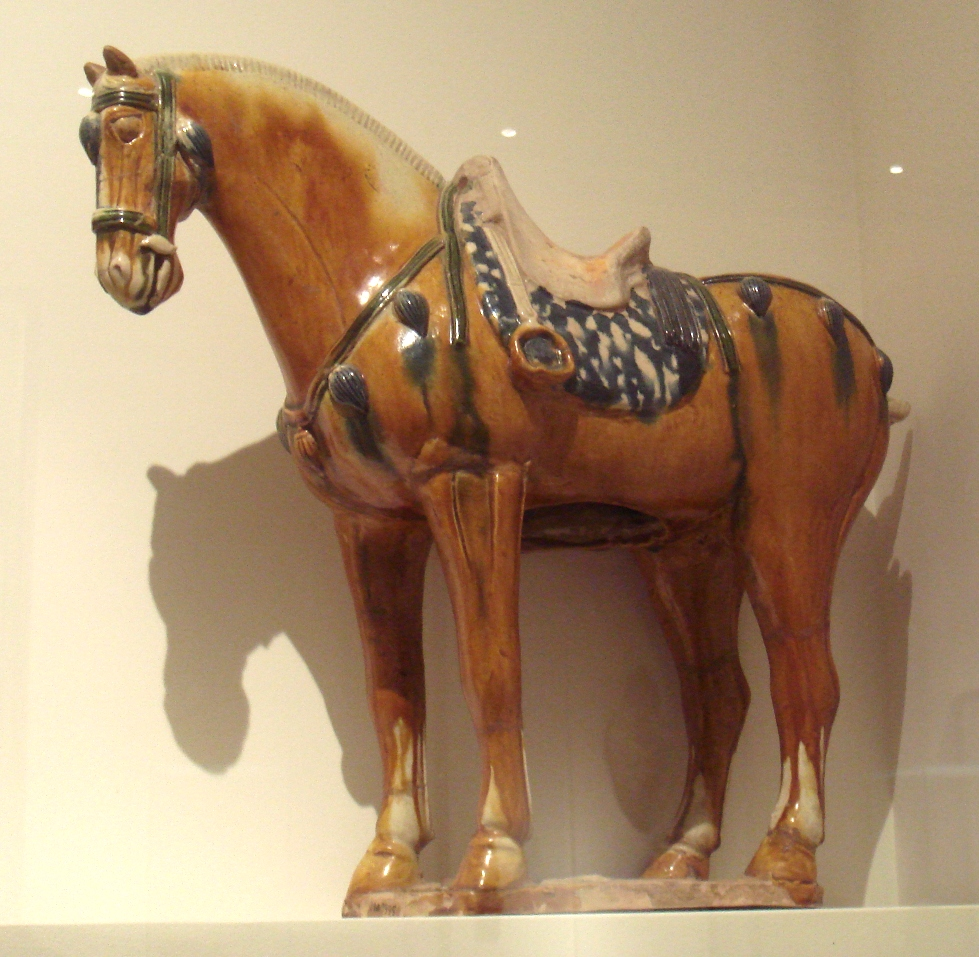
Cavall sancai, dinastia Tang, segles VII-VIII.

Sancai (en xinès:三彩; pinyin: sān cǎi, literalment «tres colors»), és un tipus de ceràmica xinesa que utilitza com a decoració tres colors entremesclats. S'associa particularment amb la dinastia Tang. Per tant, es coneix comunament com a 唐三彩: Tang Sancai en xinès.

## Tècnica
El cos de la ceràmica sancai era fabricat amb argila blanca, pintada amb una capa de vidre, i cuita a temperatures d'uns 800 graus Celsius. Sancai és un tipus de ceràmica vidriada amb plom: l'òxid de plom era el principal fundent en el vidriat, sovint barrejat amb quars en una proporció de 3:1. L'efecte policromat sovint era obtingut utilitzant com a agents colorants coure (que es torna verd), ferro (el qual pren un to marró groguenc), i en forma menys freqüent manganès i cobalt (el qual es torna blau).
El sancai es basa en el desenvolupament de la ceràmica xinesa vidriada verda que es remunta al període Han (25-220).
Els predecessors de l'estil sancai també poden ser observats en alguns treballs en ceràmica de Qi del nord (550-577). Les tombes Northern Qi han permès la troballa de belles peces, tals com a elements de porcellana amb dissenys en tons de verd, que abans es considerava havien estat realitzats durant la Dinastia Tang. Una gerra amb aquestes característiques va ser trobada en una tomba de Northern Qi, que es remunta al 576 CE, i és considerada una precursora de l'estil de ceràmica sancai Tang.

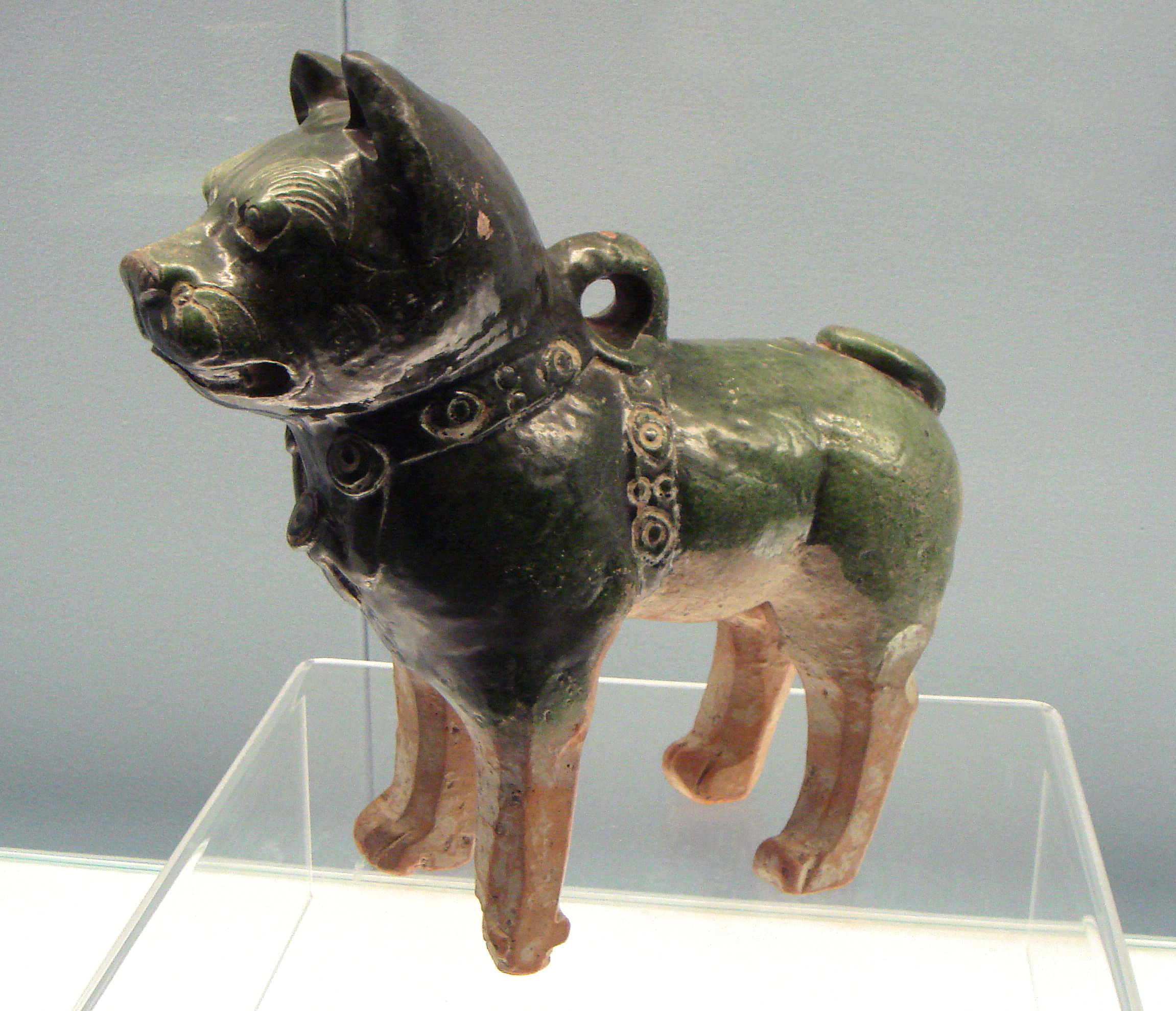
Gos de Ceràmica vidrada verda, Dinastia Han, 25-220.
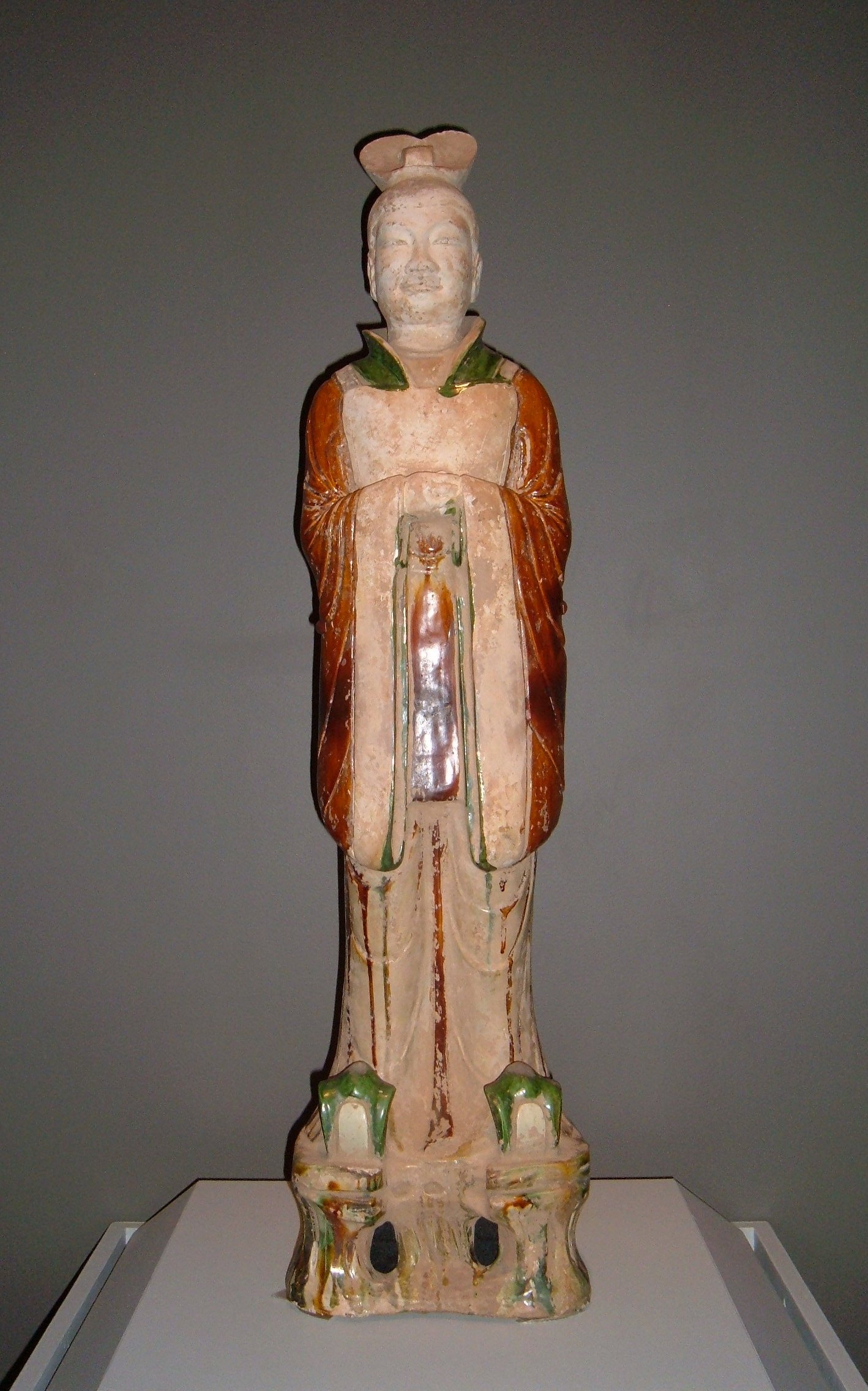
Figureta d'una tomba amb vidriat sancai, segles VII-VIII, dinastia Tang.
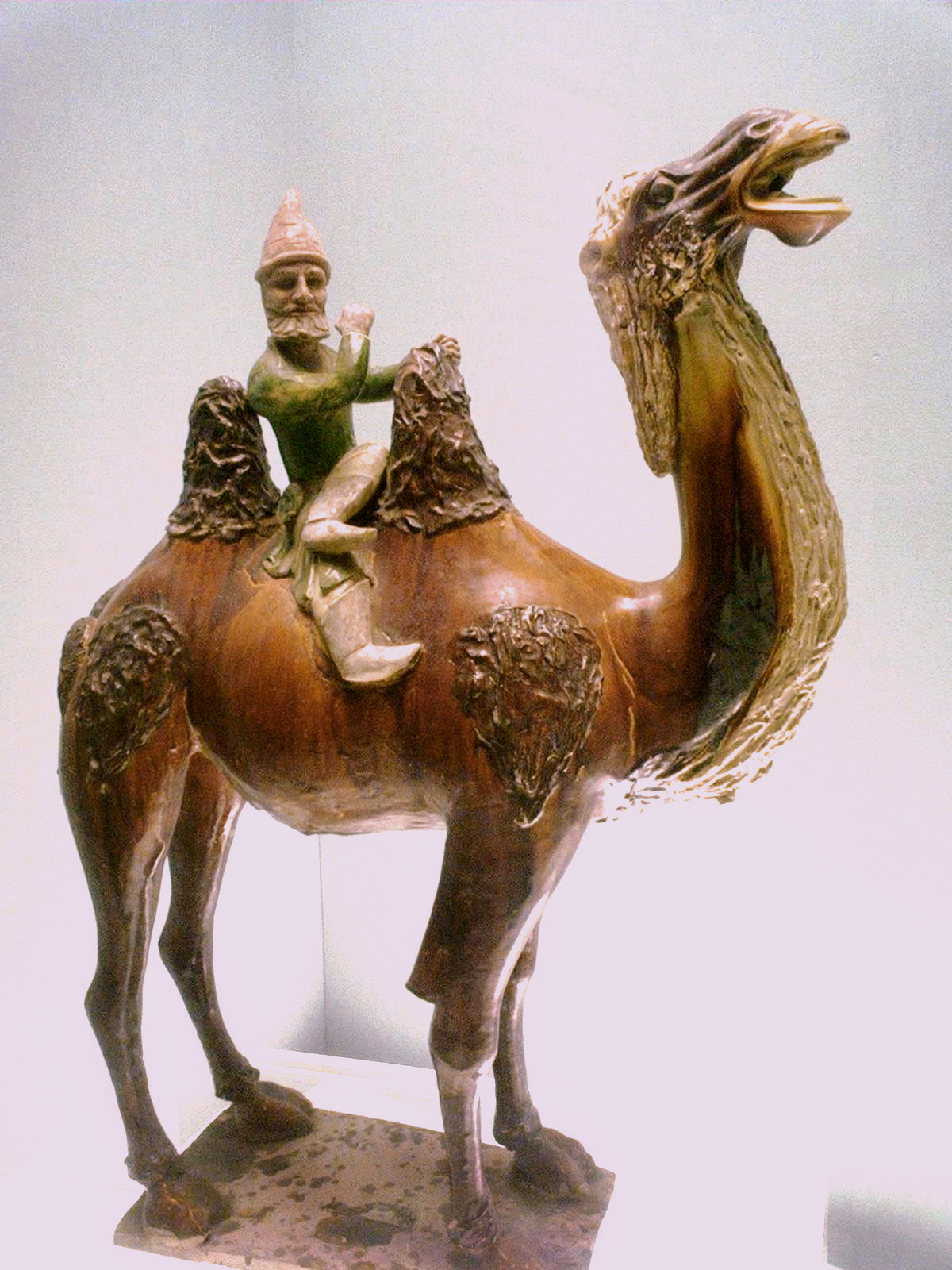
Estranger en un camell, estil sancai, dinastia Tang.
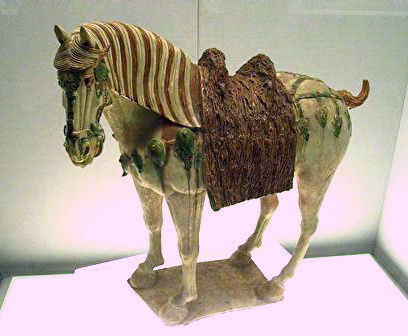
Cavall "sancai" de la dinastia Tang. Museu de Xangai.
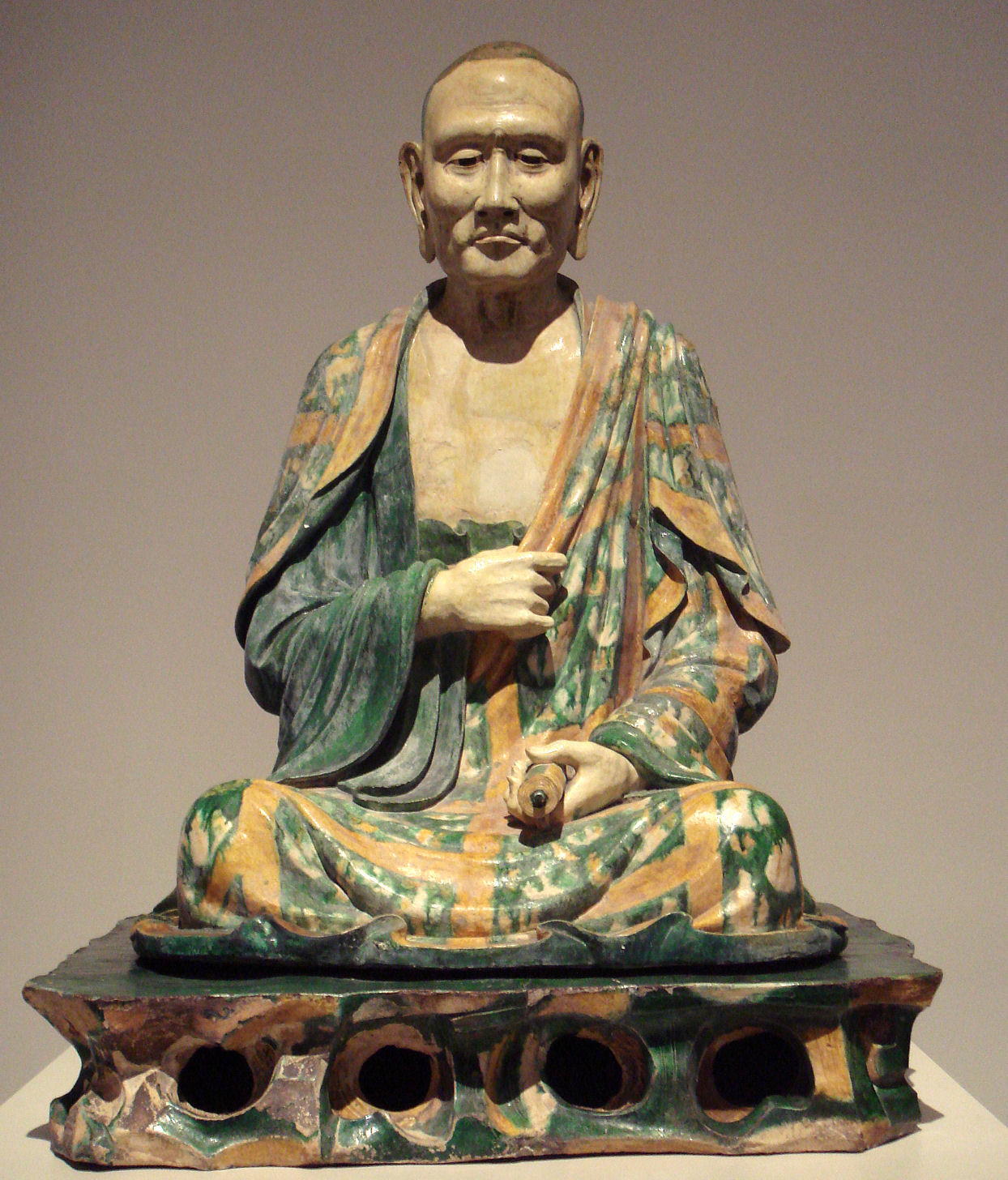
Dinastia Liao sancai Luohan, ca. 1000.
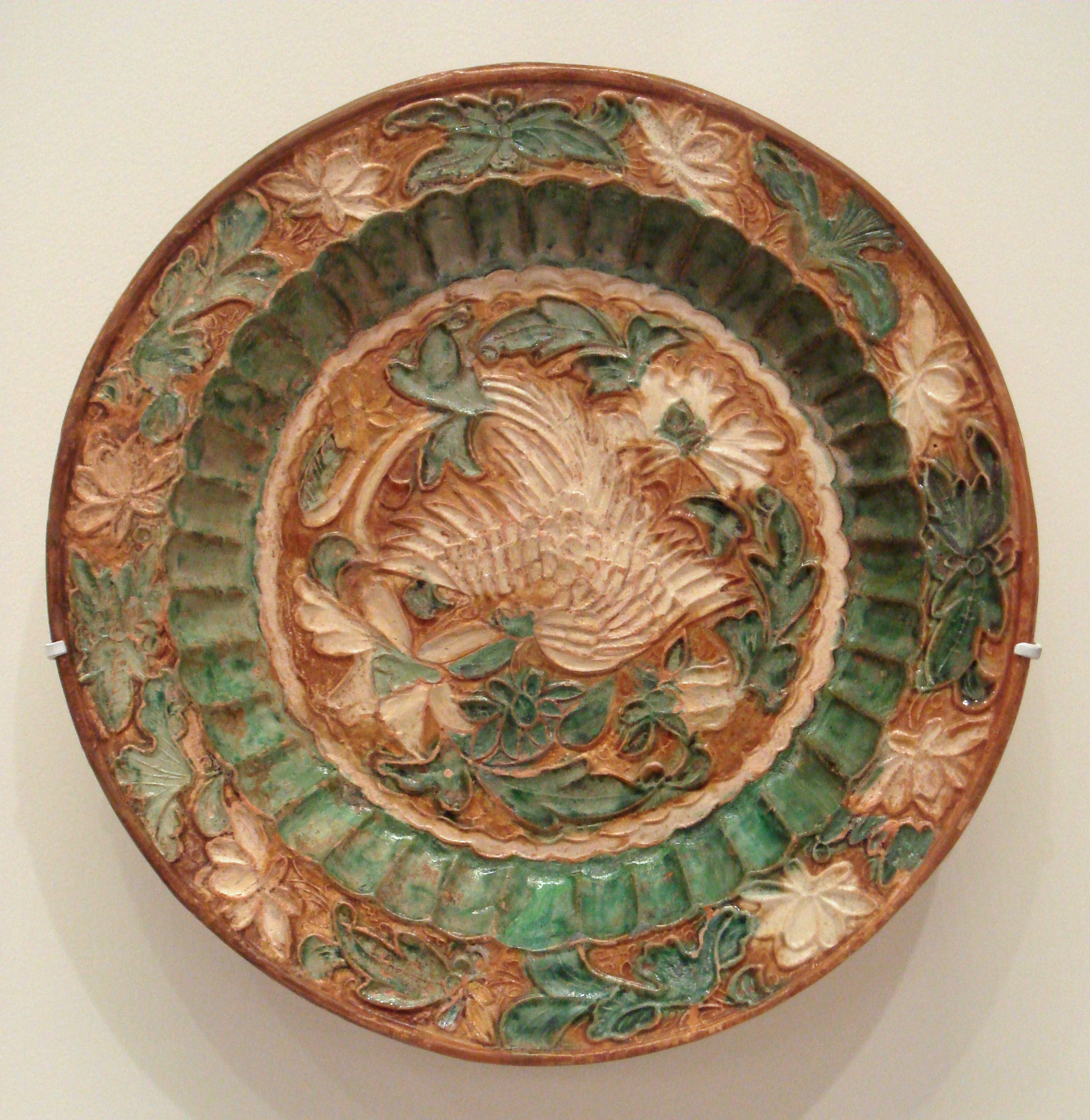
Plat sancai, dinastia Liao, segles X - XII.
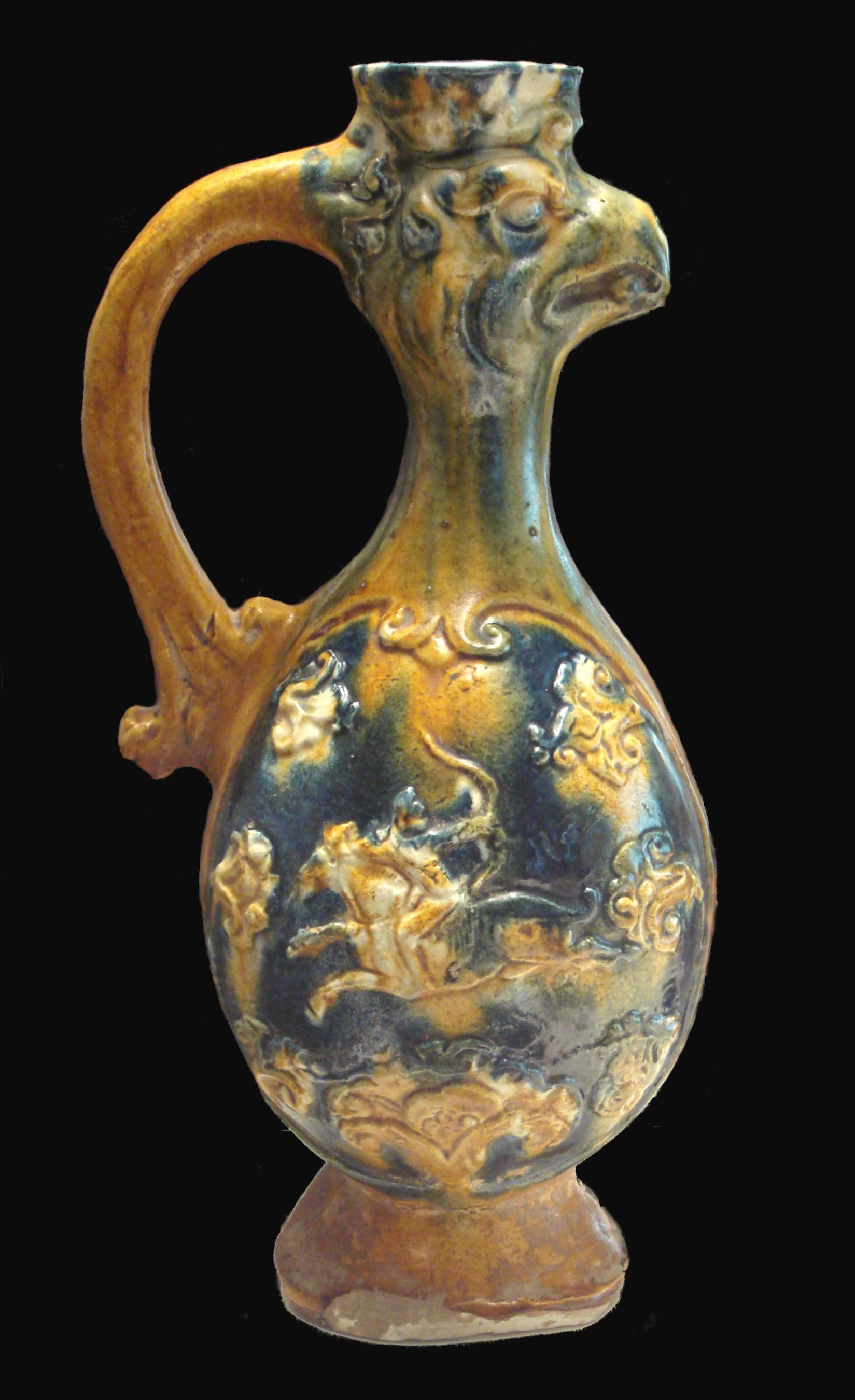
Got Tang sancai amb influències de l'Àsia central i Pèrsia, segles VIII-IX. Museu Guimet.

## Influències

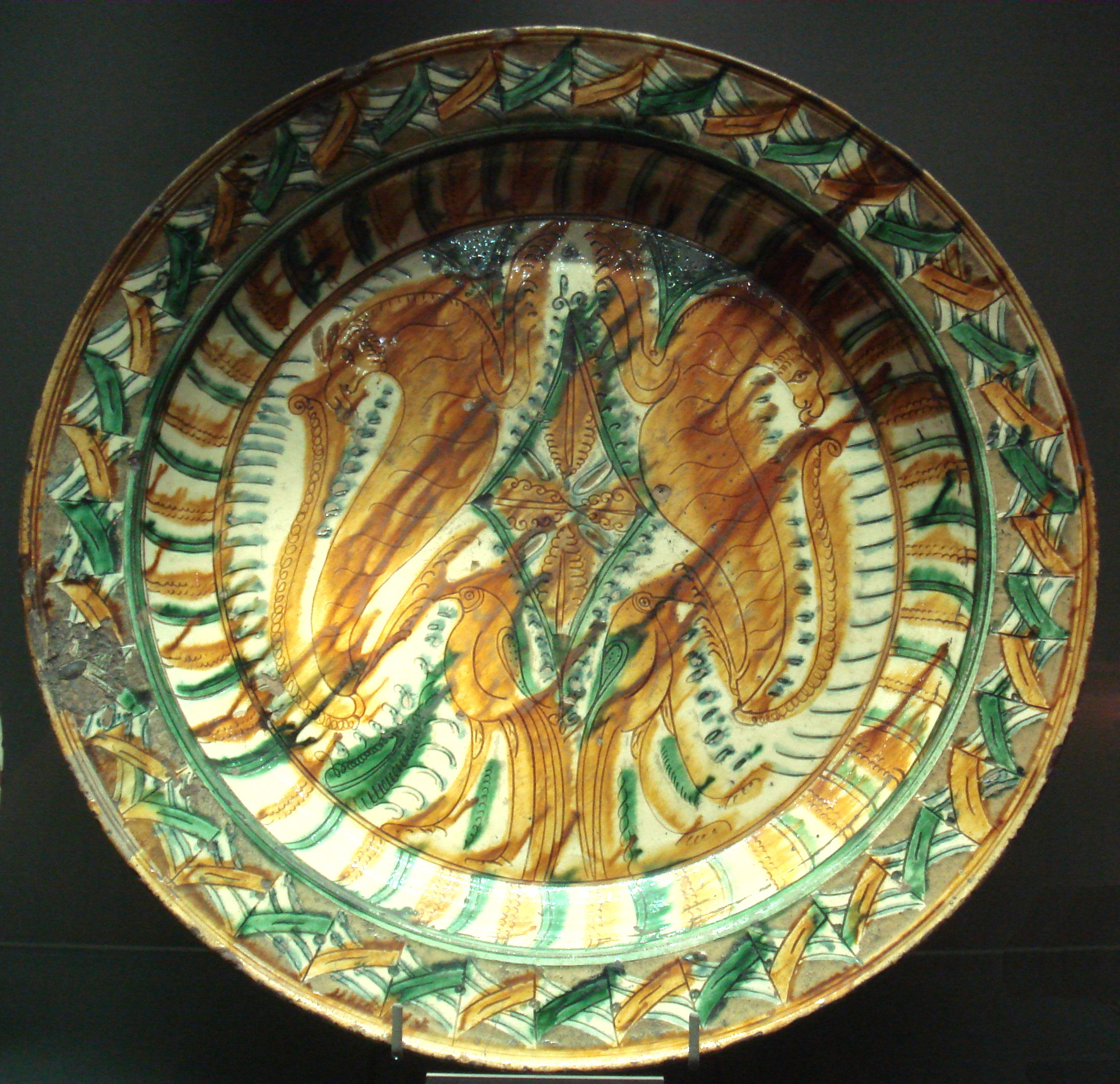
La ceràmica italiana va ser molt influenciada per la ceràmica xinesa. Plat sancai ("Tres colors") fabricat en el nord d'Itàlia, del. Museu del Louvre.

L'estil sancai va viatjar per la Ruta de la Seda, i va ser molt utilitzat en la ceràmica de Síria, Xipre, i Itàlia des del segle xiii fins a mitjan segle xv. El sancai també es va convertir en un estil popular en la ceràmica del Japó i Est d'Àsia.

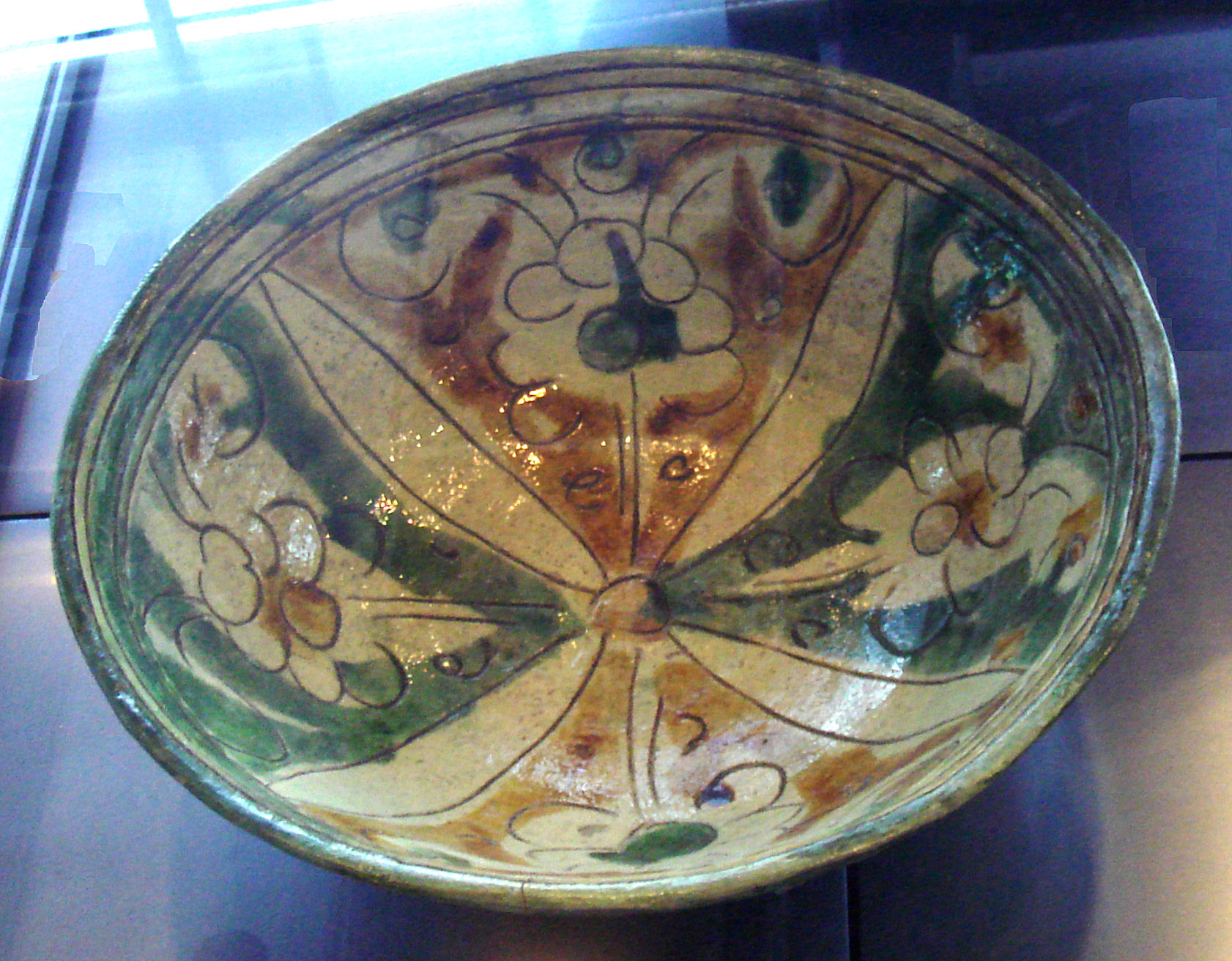
Ceràmica tricolor siriana, segle xiii.
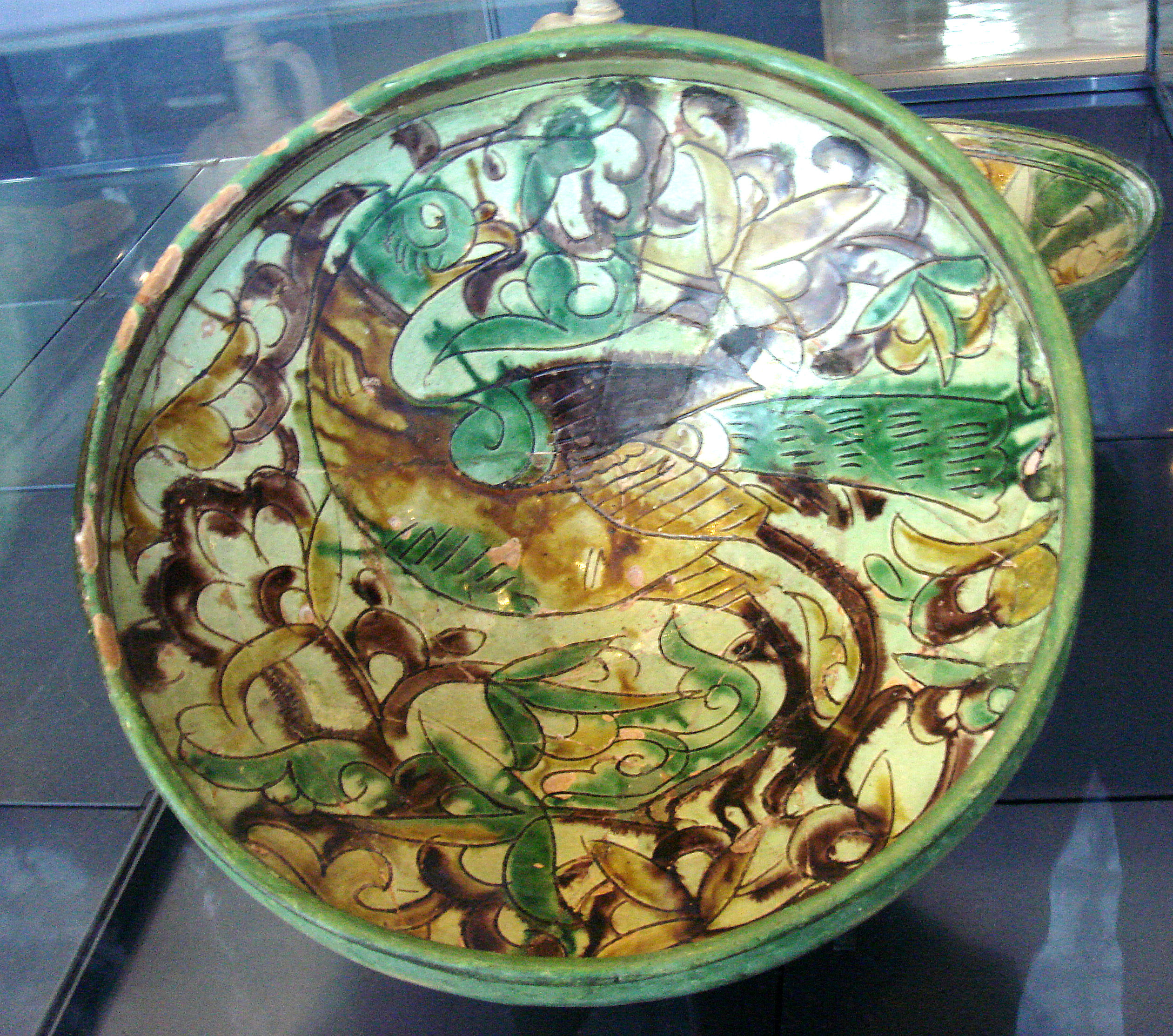
Ceràmica tricolor siriana, segle xiii.
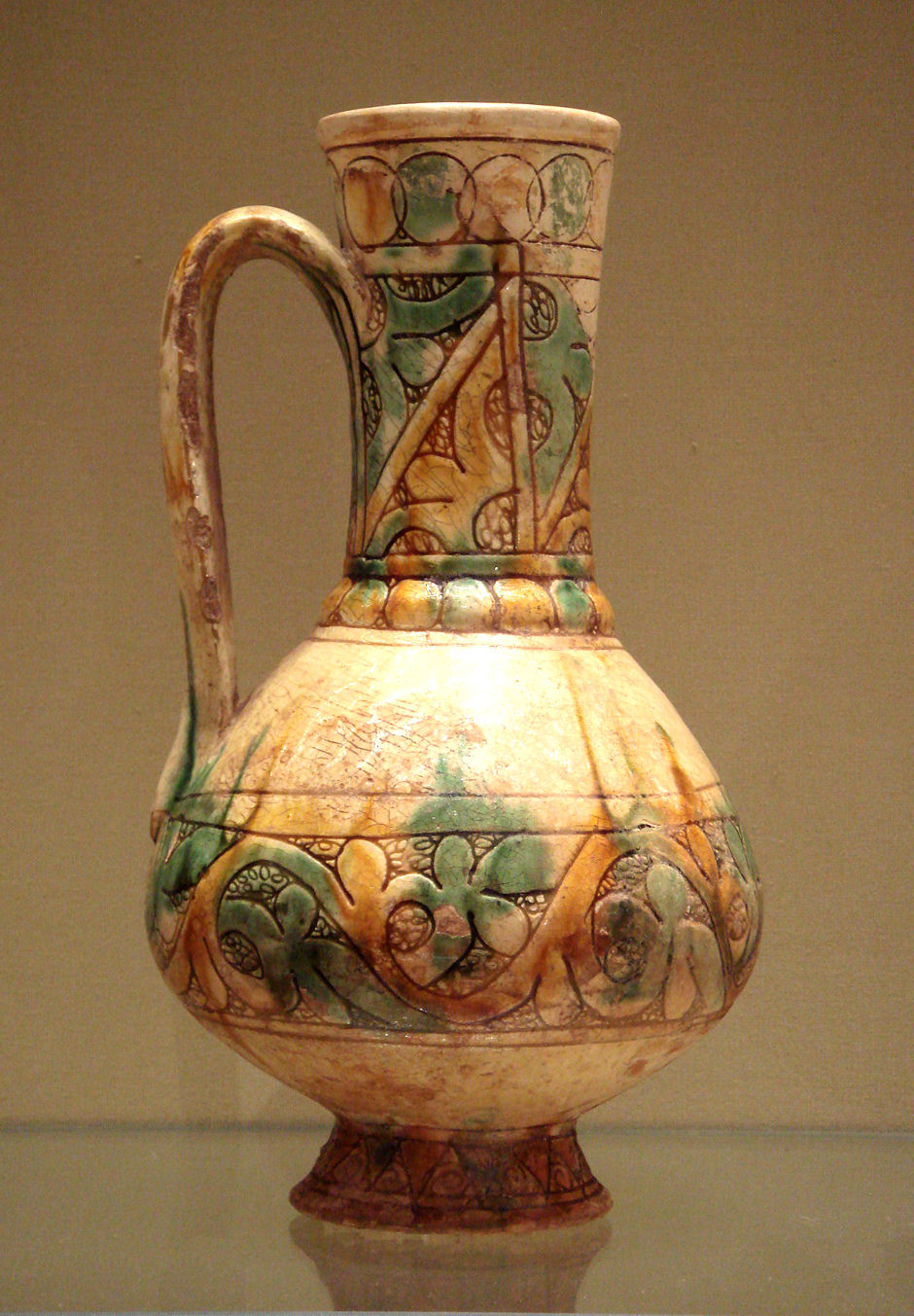
Ceràmica tricolor vidriada, Xipre, segle xiv.
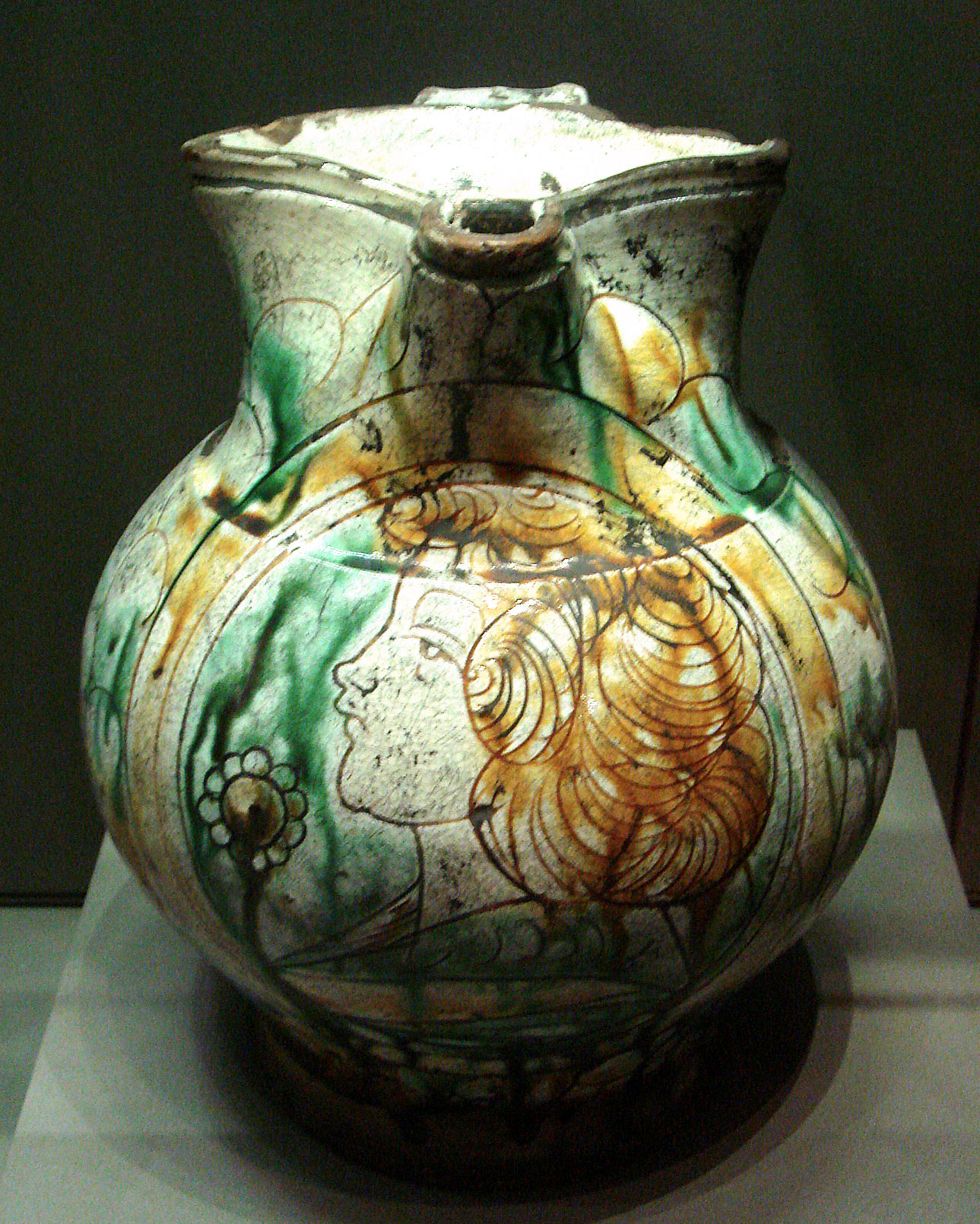
Got tricolor italià, mitjan segle xv.
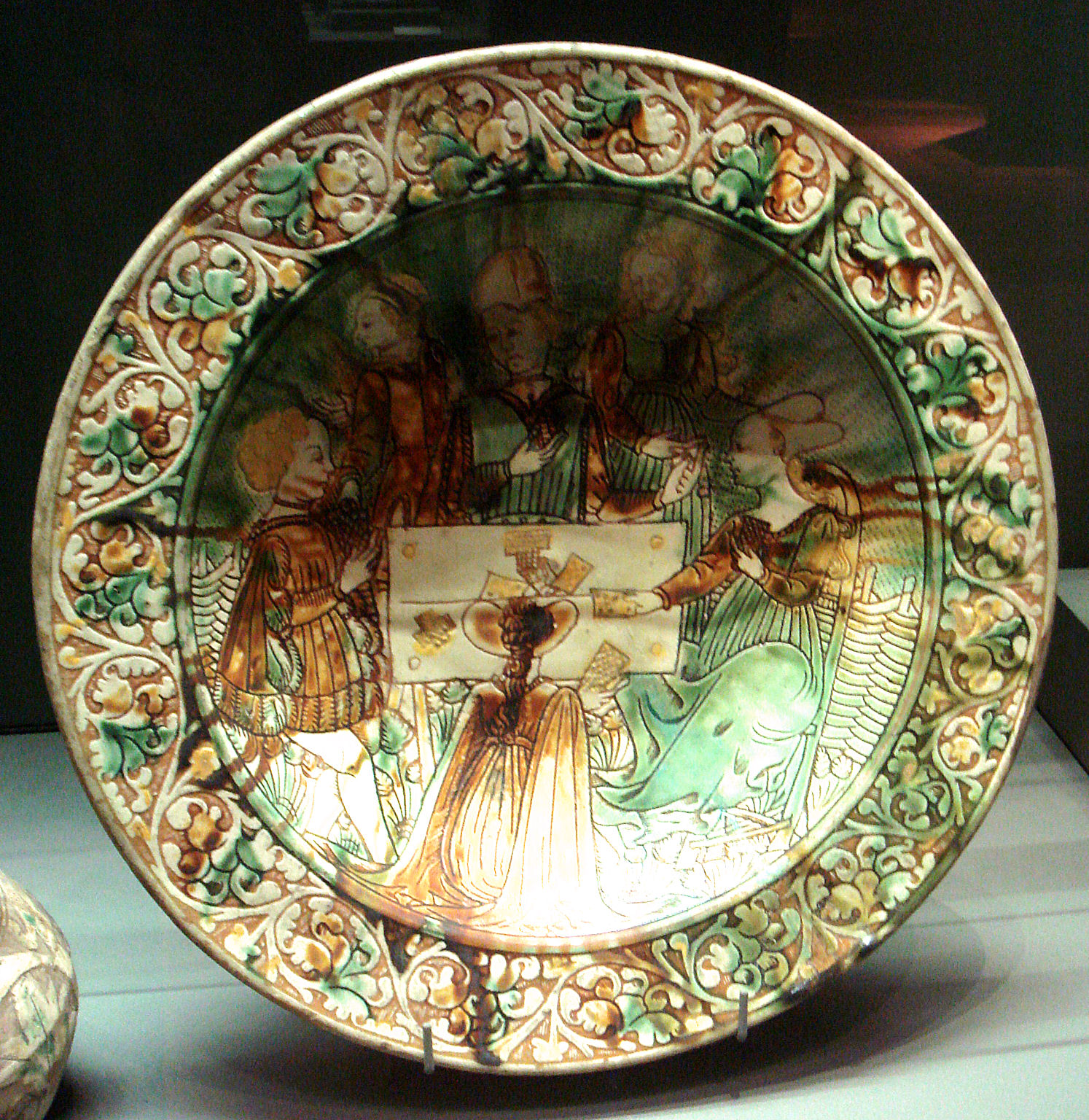
Bol tricolor italià, mitjan segle xv.

## Reproducció moderna
A la dècada de 1980 i començaments de 1990 reproduccions de peces «Tang sancai» van ser enviades pel govern xinès com a regal per a líders estrangers, i es va fer molt popular a la Xina. En aquell moment n'hi havia més de 3.000 fàbriques, en la seva majoria petites i en mal estat, escampades al voltant de la ciutat de Luoyang, origen d'aquesta pràctica. Ells produïen en sèrie gran nombre de peces de mala qualitat en estil sancai, fins que van començar en una guerra de preus caòtica. Amb un excès d'oferta al mercat, molts dels seus productes van acabar sent pregonats pels venedors ambulants.
Als darrers anys el mercat de peces originals s'ha disparat, i els seus preus continuen augmentant en les cases de subhastes de tot el món. Això fomenta el negoci de reproducció, que s'ha beneficiat del desenvolupament de noves tècniques. Alguns en el camp pot produir obres que poden enganyar també als ulls amb més experiència. Encoratjats per la precisió de la tecnologia de la falsificació i atrets pels guanys exorbitants, alguns venen imitacions com a originals.